# Antal Bolvári
Antal Bolvári (Kaposvár, 6 mei 1932 - 8 januari 2019) was een Hongaars waterpolospeler.
Antal Bolvári nam als waterpoloër tweemaal deel aan de Olympische Spelen in 1952 en 1956. 
Tijdens de finale ronde van het toernooi van 1956 nam hij deel aan de bloed-in-het-waterwedstrijd. 
Bolvári veroverde tweemaal een gouden medaille.
In de competitie kwam hij uit voor Budapesti Honvéd Sportegyesület.
Hij werd 86 jaar oud.
Róbert Antal · 
Antal Bolvári · 
Dezső Fábián · 
Dezső Gyarmati · 
István Hasznos · 
László Jeney · 
György Kárpáti · 
Dezső Lemhényi · 
Kálmán Markovits · 
Miklós Martin · 
Károly Szittya · 
István Szívós sr. · 
György Vizvári
Antal Bolvári · 
Ottó Boros · 
Dezső Gyarmati · 
István Hevesi · 
László Jeney · 
Tivadar Kanizsa · 
György Kárpáti · 
Kálmán Markovits · 
Mihály Mayer · 
István Szívós sr. · 
Ervin Zádor